# 나이토 준
나이토 준(일본어: 内藤 潤, 1970년 12월 18일 ~ )는 일본의 전 축구 선수이다.

## 구단 경력
1989년 일본 사커 리그의 전일본공수(요코하마 플뤼겔스)에 입단했다. 1995년 재팬 풋볼 리그의 비셀 고베로 이적했다. 1996년 재팬 풋볼 리그 준우승으로 J1리그로 승격했다. 1997년후 현역 은퇴.